# Nyikolaj Nyikolajevics Romanov orosz nagyherceg (1831–1891)
Nyikolaj Nyikolajevics Romanov. ismert még mint Idősebb Nyikolaj Nyikolajevics nagyherceg, oroszul: Великий князь Николай Николаевич Романов; (Carszkoje Szelo, 1831. július 27. – Alupka, 1891. április 13.), a Holstein–Gottorp–Romanov-házból származó orosz nagyherceg, az Orosz Cári Hadsereg tábornagya, I. Miklós orosz cár és Hohenzollern Alekszandra Fjodorovna cárné fia, II. Sándor cár testvére.

## Élete

### Származása és katonai pályafutása
Nyikolaj Nyikolajevics nagyherceg I. Miklós cár és Sarolta porosz királyi hercegnő kilencedik gyermekeként látott napvilágot 1831-ben. Két nővére is csecsemőként halt meg koraszülött voltuknál fogva; Jelizaveta Nyikolajevna nevű nénje pedig hároméves korában hunyt el.
A nagyherceget születésétől kezdve katonai pályára szánták, akárcsak legfiatalabb bátyját, Konsztantyin Nyikolajevics nagyherceget. Édesapja születése napján a Cári Testőrség ulánus ezredének tiszteletbeli tagjává emelte. „Gyors felemelkedését a ranglétrán nagyrészt származásának köszönhette, de másrészt tehetségének is.” Első igazi katonai bevetését a krími háború jelentette, ahol részt vett az inkermani csatában. 1856-ban a hadi mérnökök felügyelője lett, 1864-ben a Cári Testőrség parancsnokává léptették elő. 1873-ban a nagyherceg vezette bátyja, II. Sándor cár kíséretét Berlinbe, hogy az uralkodó találkozhasson a francia és az osztrák császárral.
Nyikolaj Nyikolajevics pályafutásának csúcspontját az 1877–78-as orosz–török háború jelentette, mikor őt nevezték ki a Duna mellett állomásozó seregek főparancsnokává, annak ellenére, hogy Nyikolaj nagyherceg hírhedten rossz stratéga volt. Az oroszok sorra vesztették el a csatákat Nyikolaj Nyikolajevics irányítása alatt, kiszorultak Ruméliából és sikertelenül ostromolták meg Plevnát.  Kudarcait látván a cár ugyan hivatalosan nem mozdította el pozíciójából, ám a tényleges irányítást kivette kezéből. Drinápoly bevétele és a  San Stefanó-i béke a nagyherceg hírnevét erősítette, noha a háború végeztével számosan kritizálták őt, amiért Drinápoly megszerzése után nem kísérelte meg elfoglalni Konstantinápolyt. Szintén megvádolták azzal, hogy a kormányzati pénzeket nem a hadsereg számára, hanem magáncélokra használja fel.
Fivére, II. Sándor cár támogatta katonai karrierjét, az orosz–török háború után a Szentpétervár körzet katonai kormányzójává és a lovasság felügyelőjévé nevezte ki. A nagyherceg emellett tagja volt az Államtanácsnak is.

### Magánélete

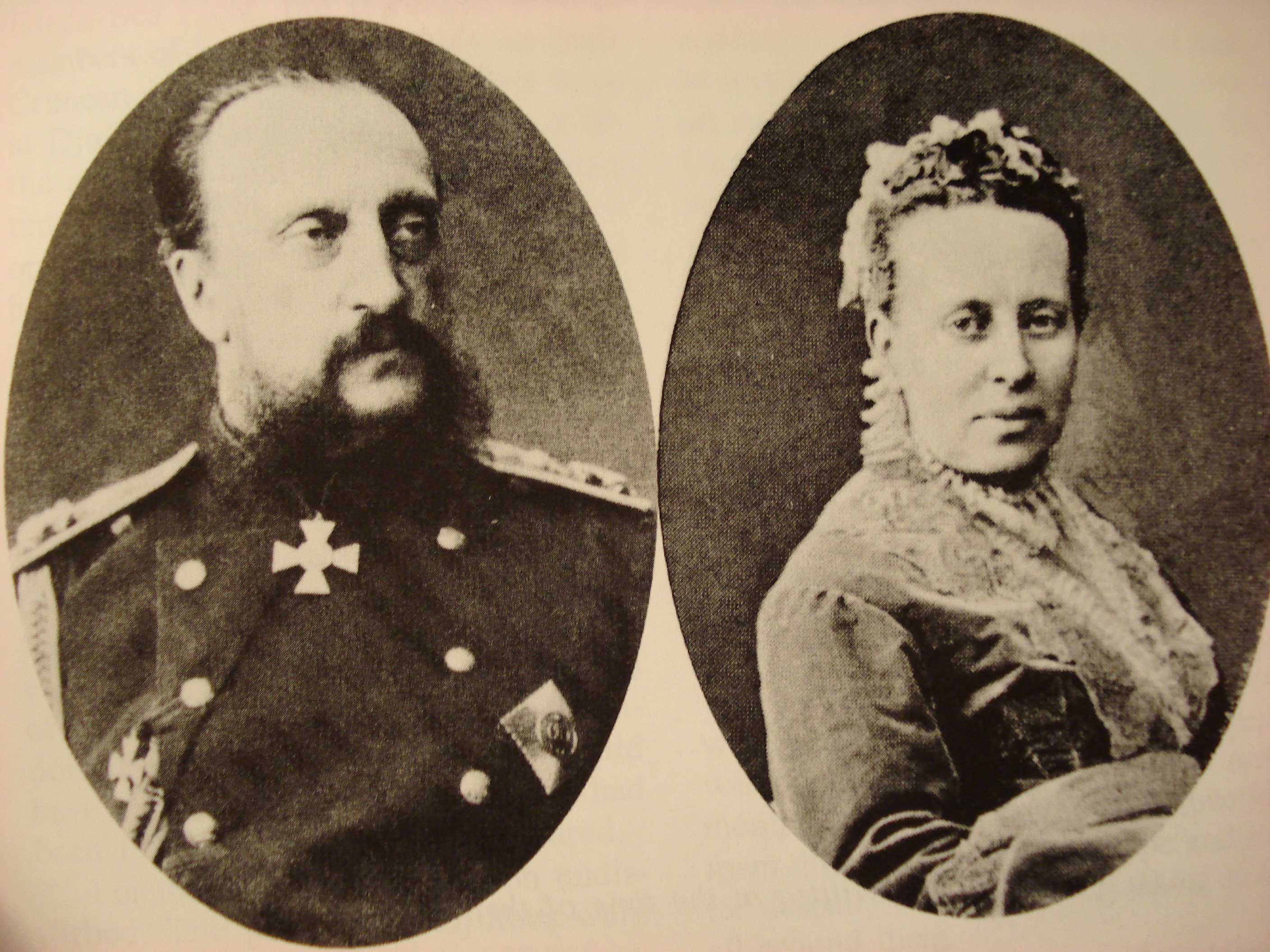
A nagyherceg és felesége

Nyikolaj Nyikolajevics nagyherceg „élvezte a katonaéletet és a vadászatokat, minden tekintetben nagy érdeklődéssel gondozta birtokait, azonban mégsem tartották igazán elragadó embernek, még a hozzá legközelebb állók sem”. 1853 és 1861 között az ő parancsára épült fel Szentpétervárott a fényűző Nyikolajevszkij palota, amely a nagyherceg és családja otthonaként szolgált.
Nyikolaj nagyherceg 1856. február 6-án az orosz fővárosban feleségül vette Alexandra oldenburgi hercegnőt, az ortodox kereszténységben „Alekszandra Petrovnát”. A házaspárnak két gyermeke született:
- „ifjabb” Nyikolaj Nyikolajevics nagyherceg (1856–1929), az első világháború alatt a hadsereg főparancsnoka
- Pjotr Nyikolajevics nagyherceg (1864–1931), a hadsereg tisztje.

Hamar kiviláglott, hogy Nyikolaj nagyherceg és Alekszandra Petrovna házassága nem életképes. A nagyhercegné nem élt társasági életet, csak az orvoslásnak akarta szentelni magát. Négy évvel egybekelésüket követően a nagyherceg megismerkedett a Krasznoje Szeló-i Színház egyik táncosnőjével. Jekatyerina Pavlovna Csiszlova (1846–1889) a nagyherceg szeretője lett. Széles körben ismert viszonyukból öt gyermek származott:

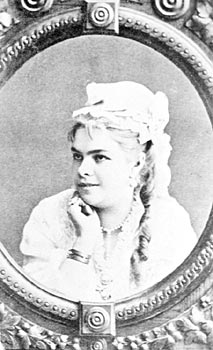
Jekatyerina Pavlovna Csiszlova

- Olga Nyikolajevna Nyikolajeva (1868–1950), Mihail Mihajlovics Kantakuzene herceg neje
- Vlagyimir Nyikolajevics Nyikolajev (1873–1942), katonai pályára lépett és nemesi címet kapott
- Jekatyerina Nyikolajevna Nyikolajeva (1874–1940), kétszer házasodott meg
- Nyikolaj Nyikolajevics Nyikolajev (1875–1902), katonai pályára lépett és nemesi címet kapott
- Galina Nyikolajevna Nyikolajeva (1877–1878), kisgyermekként elhalálozott.

A nagyherceg törvénytelen utódjainak II. Sándor cár megengedte, hogy a „Nyikolajev”, azaz a „Miklósfi” nevet vegyék fel, utalva ezzel apjuk származására. Az uralkodó emellett – noha ellenezte öccse nyílt kapcsolatát Csiszlovával – az orosz köznemesség tagjaivá emelte Nyikolaj nagyherceg illegitim leszármazottjait.

### Utolsó évei
Miután II. Sándor cár meghalt, fia, III. Sándor lépett a trónra. Nyikolaj Nyikolajevics ekkor Cannes-ban tartózkodott, de fivére halálhírére rögtön hazatért Oroszországba. Az új uralkodó és a nagyherceg köztudottan ellenszenvvel viseltettek egymás irányába, melyhez az is jelentősen hozzájárult, hogy III. Sándor helytelenítette nagybátyja életmódját. A cár vizsgálatokat rendelt el a katonaság körében, és ezek során napvilágra került, hogy Nyikolaj Nyikolajevics több kiváltsághoz is rangját és katonai tekintélyét bevetve jutott. A nagyherceg először megpróbálta eltussolni az ügyet, később kimagyarázkodni akart, de III. Sándor eltávolította a hadseregből.
1881-ben Alekszandra Petrovna nagyhercegné Kijevbe költözött, hogy az ottani kórházban dolgozhasson. Nyikolaj Nyikolajevics el akart válni a feleségétől, azonban Alekszandra Petrovna ebbe nem volt hajlandó beleegyezni. Fiaik a nagyhercegné pártjára álltak, ez pedig a család széthullását eredményezte. 1882-ben a nagyherceg a szeretőjével beköltözött a Nyikolajevszkij palotába.
A nagyherceg abban reménykedett, hogy a felesége halála után elveheti Csiszlovát. Azonban Csiszlova 1889-ben meghalt, Alekszandra Petrovna pedig még kilenc évig élt.

### Halála
Szeretője halála után Nyikolaj Nyikolajevics megbolondult: rák alakult ki nála, ami megtámadta az agyát is. Azt hitte, hogy minden nő szerelmes belé. Utolsó évében már állandó őrizet alatt állt, és a család a Krímbe költöztette. 1891. április 13-án hunyt el Alupka városában.
Halála után felesége felvette az apácafátylat. „Anasztázia nővér” néven vezette a saját maga alapította zárdát. 1900-ban szenderült jobblétre, és a cári család hagyományaival ellentétben nem Szentpétervárott, hanem kolostora kertjében temették el.